# Langoëlan
Langoëlan (bretonisch: Lanwelan) ist eine französische Gemeinde mit 404 Einwohnern (Stand 1. Januar 2022) im Département Morbihan in der Region Bretagne. Sie gehört zum Gemeindeverband Roi Morvan Communauté.

## Geographie
Langoëlan liegt im Nordwesten des Départements Morbihan an der Grenze zum Département Côtes-d’Armor und gehört zum Pays du Roi Morvan.
Nachbargemeinden sind Mellionnec und Lescouët-Gouarec im Norden, Silfiac und Séglien im Osten, Locmalo im Süden sowie Ploërdut im Westen.
Der Ort selber liegt etwas abseits von wichtigen Durchgangsstraßen. Durch den Ort selber führt die D3/D23 von Baud nach Rostrenen. Die wichtigste überregionale Straßenverbindung RN 164 erreicht man in rund 16 Kilometern Entfernung in Rostrenen.  
Die bedeutendsten Gewässer sind der Fluss Scorff sowie die Bäche Le Maçon en Dour, Guernarpin, Moulin du Pont Houarn, Lanhouellic und Kerlann. Teilweise bilden diese auch gleichzeitig die Gemeindegrenze. Gleich östlich der Ortschaft Langoëlan liegt der See/Teich Étang du Dordu. Auf Gemeindegebiet gibt es zudem noch mehrere Teiche. Im Nordwesten des Gemeindeareals liegt das Waldgebiet Bois de Coët-Codu. 

## Bevölkerungsentwicklung
| Jahr      | 1962 | 1968 | 1975 | 1982 | 1990 | 1999 | 2006 | 2019 |
| Einwohner | 907  | 812  | 659  | 575  | 429  | 369  | 396  | 378  |

## Geschichte
Die Gemeinde gehört historisch zur bretonischen Region Bro Gwened (frz. Vannetais) und innerhalb dieser Region zum Gebiet Bro Bourlet (frz. Pays Pourlet) und teilt dessen Geschichte. Langoëlan war von 1793 bis zu dessen Auflösung 1801 dem Kanton Ploërdut zugeteilt. Seitdem gehört die Gemeinde zum Kanton Guémené-sur-Scorff.

## Sehenswürdigkeiten
In der Gemeinde existieren folgende nennenswerte Bauwerke:
- Kirche Saint-Barnabé aus dem 16. Jahrhundert; restauriert im 19. Jahrhundert (Monument historique)
- Kapelle Saint-Hervé (auch Saint-Houarno) in Saint-Houarno aus dem 16. Jahrhundert
- Kapelle Notre-Dame in Locmaria aus dem 16. und 18. Jahrhundert
- Kapelle Saint-André aus dem 16. Jahrhundert
- Kapelle Saint-Servais in Cauraden aus dem 16. Jahrhundert
- Kapelle La Trinité in Quenépévan aus dem 16. Jahrhundert
- Schloss Les Emirs (Château HAIK) aus den 1920er-Jahren
- Schloss Langoëlan
- Beinhaus vor der Dorfkirche
- Herrenhaus von Koët Codu (auch Coëtcodu) im gleichnamigen Ort aus dem 15. Jahrhundert
- Herrenhaus Le Plessis (auch Ganquis) aus dem 15. Jahrhundert
- Herrenhaus Le Rest aus dem 18. Jahrhundert
- Herrenhaus Tronscorff aus dem 19. Jahrhundert
- Denkmal von Kergoët
- vier alte Mühlen in Tronscorff (1776), Le Paradis (15. Jahrhundert), Le Dordu und Le Quelen
- mehrere historische Brotöfen
- Dolmen von  La Villeneuve/Ti er Korriganed
- Menhire von La Croix-Saint-Denis und Kergoët
- Überreste einer gallo-römischen Siedlung in Tablouët

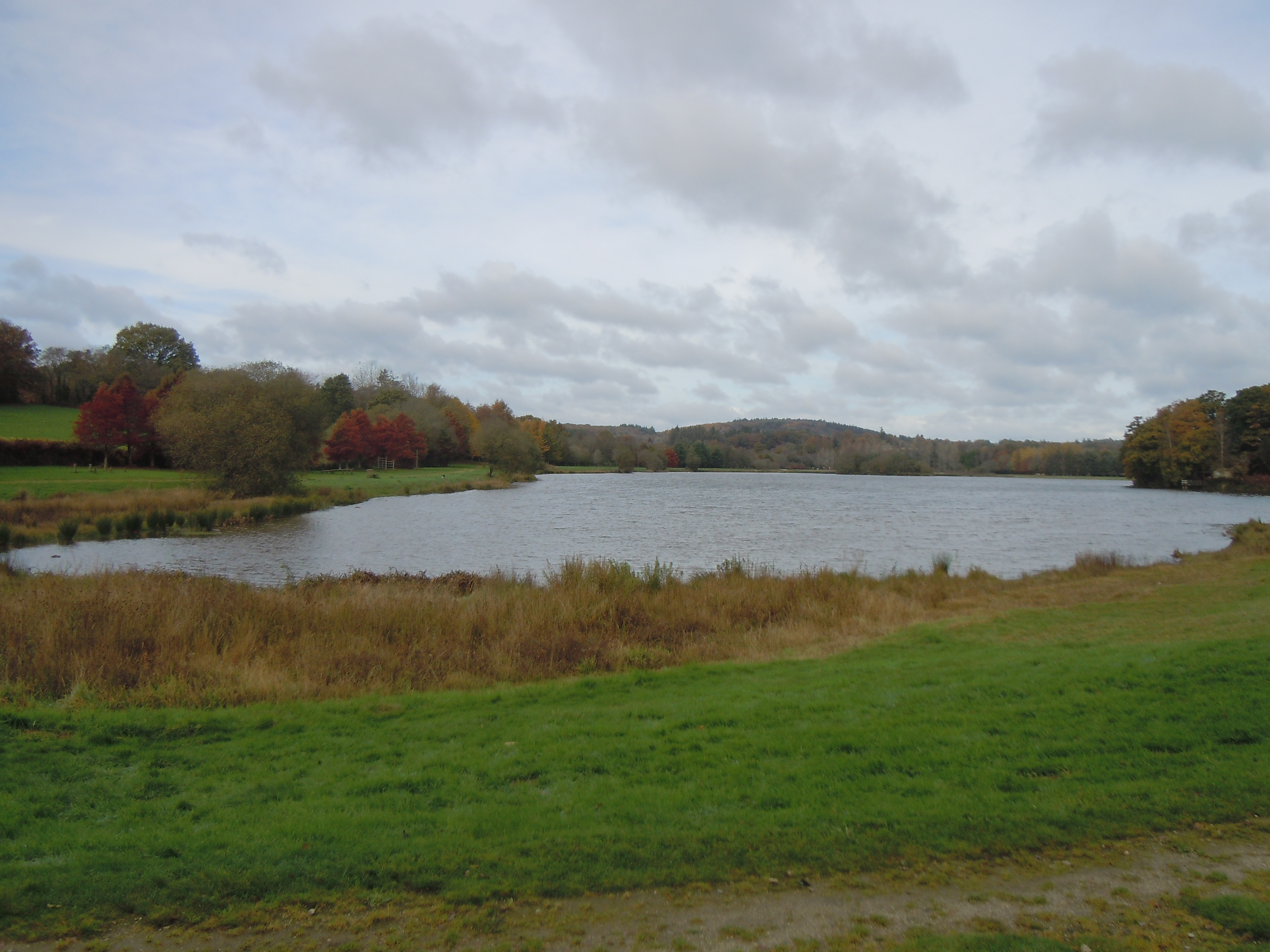
Teich von Le Dordu
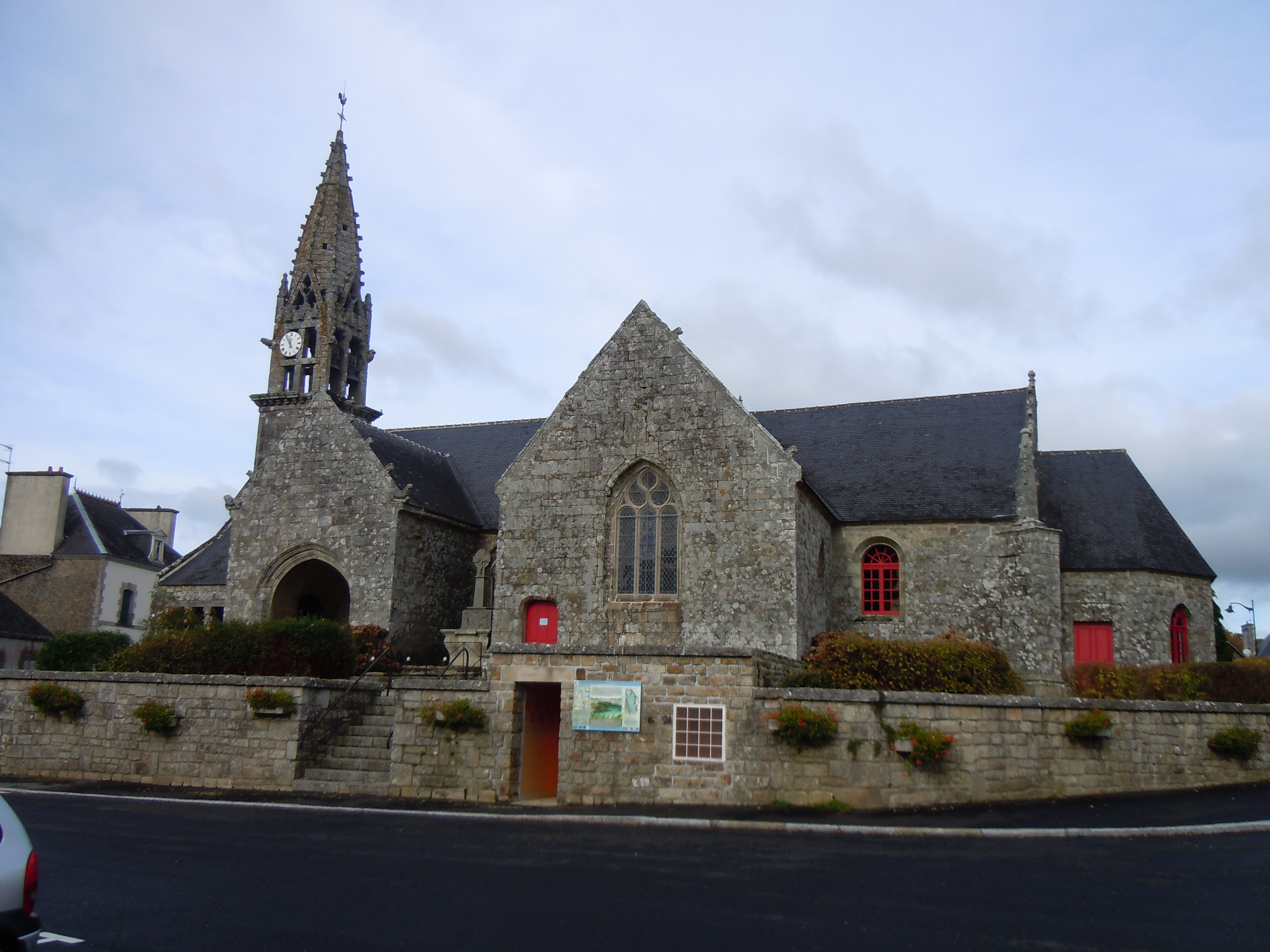
Kirche Saint-Barnabé in Langoëlan
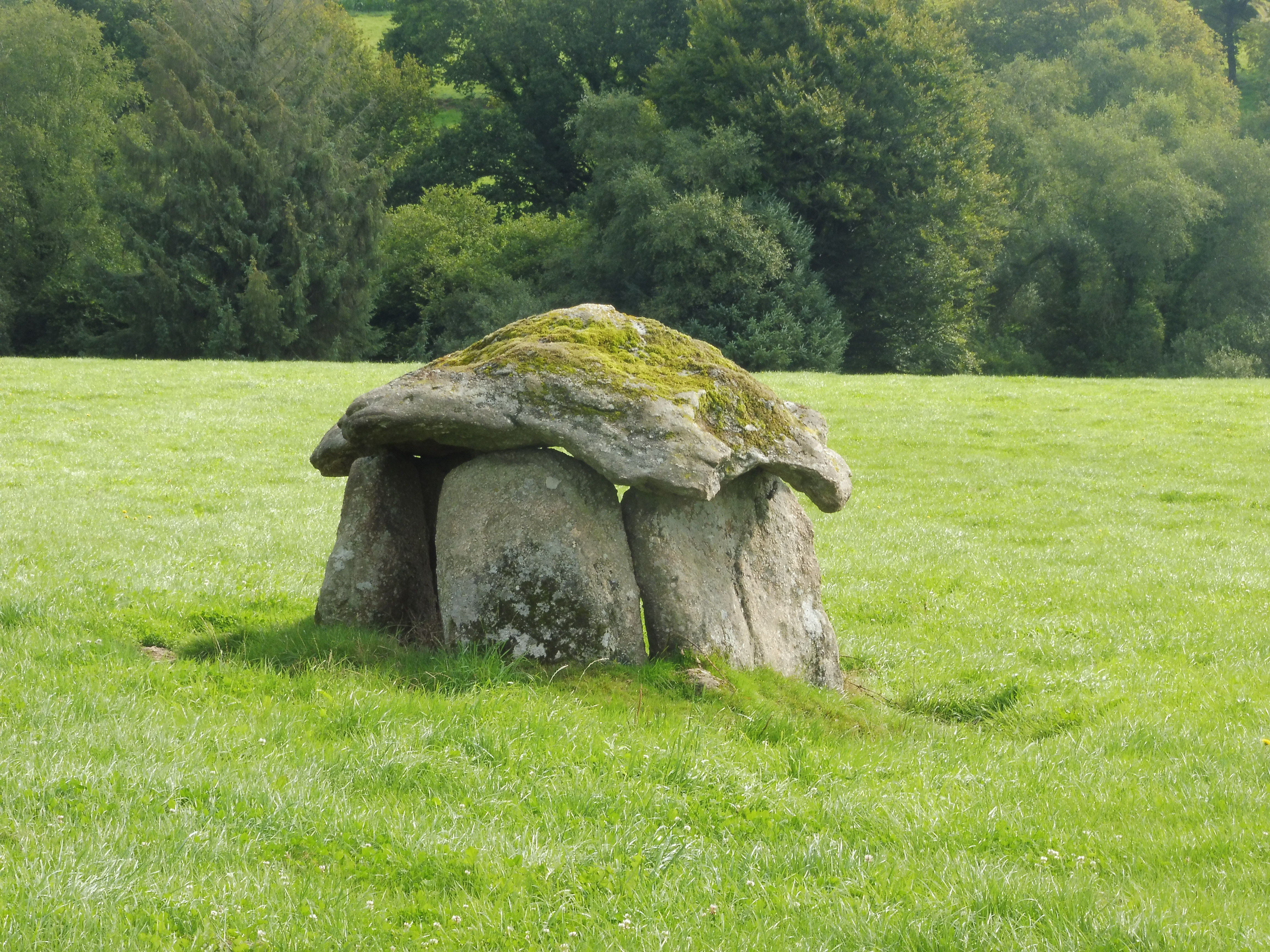
Dolmen de Villeneuve